# Barlin (jezioro)
Barlin – jezioro rynnowe w woj. wielkopolskim, w powiecie międzychodzkim, w gminie Sieraków, na północ od wsi Chorzępowo i północny wschód od wsi Zatom Nowy (gmina Międzychód), leżące na terenie Kotliny Gorzowskiej.

## Warunki naturalne
Najpłytsze jezioro Pojezierza Międzychodzko-Sierakowskiego. Maksymalna głębokość nie przekracza 3 m. Zarośnięte brzegi dają dobre warunki do rozwoju wędkarstwa. Na zachodnim brzegu ślady kopalni węgla brunatnego, istniejącej tu do lat 30. XX w.

## Dane morfometryczne
Powierzchnia zwierciadła wody według różnych źródeł wynosi od 100,0 ha przez 103,2 ha do 108,59 ha.
Zwierciadło wody położone jest na wysokości 34,1-34,3 m n.p.m. lub 34,2 m n.p.m. bądź 35 m n.p.m..
Średnia głębokość jeziora wynosi 1,5 m, natomiast głębokość maksymalna 3,2 m.
W roku 2006 jezioro zaliczono do III klasy czystości i III kategorii podatności na degradację

## Hydronimia
Według urzędowego spisu opracowanego przez Komisję Nazw Miejscowości i Obiektów Fizjograficznych (KNMiOF) nazwa tego jeziora to Barlin. W różnych publikacjach jezioro to występuje pod obocznymi nazwami Chorzępowskie lub Barlińskie.